# Franco del Sarre
El franco del Sarre fue una moneda alemana que entró en vigencia el 20 de noviembre de 1947, en reemplazo del viejo marco del Sarre. Fue sacado de la circulación el 6 de julio de 1959. Poseía una paridad con el franco francés, monedas y billetes de banco franceses circularon junto con los billetes y numismas locales.

## Historia
Después de un referéndum sobre el futuro estatus de la región, el Sarre fue incorporado a la República Federal de Alemania como un estado federado el 1 de enero de 1957. La integración económica en la República Federal de Alemania se completó con la retirada de todos los francos del Sarre. El 29 de junio de 1959 la ordenanza federal "Verordnung zur Einführung der Deutschen Mark im Saarland" establece que - a partir del 6 de julio (§ 1) - todas las deudas, créditos, depósitos, salarios, alquileres, honorarios, servicio de interés, o los pagos de amortización y otras obligaciones, así como reservas de efectivo y los precios denominados en francos iban a ser convertidos a la tasa de 100 francos = 0,8507 marcos alemanes (§ 2).

## Monedas
| Denominación | Emisión | Material           | Forma    | Imagen |
| ------------ | ------- | ------------------ | -------- | ------ |
| 10 Franken   | 1954    | Bronce de aluminio | Circular |        |
| 20 Franken   | 1954    | Bronce de aluminio | Circular |        |
| 50 Franken   | 1954    | Bronce de aluminio | Circular |        |
| 100 Franken  | 1955    | Cupro-níquel       | Circular |        |